# 黑绿荆芥
黑绿荆芥（学名：Nepeta atroviridis），为唇形科荆芥属下的一个植物种。